# Carmen Hernández
Serva de Deus María Carmen Hernández Barrera (Olvega, 24 de novembro de 1930 — Madri, 19 de julho de 2016) foi uma catequista espanhola, iniciadora junto a Kiko Argüello, do Caminho Neocatecumenal da Igreja Católica. Seu processo de beatificação foi aberto em dezembro de 2022.
Nasceu em Ólvega (Soria, Castilla y León), ainda muito pequena mudou-se com sua família para Tudela (Navarra), onde passou a maior parte de sua infância e juventude.
Morreu em 19 de julho de 2016, aos 85 anos. 